# Vương Khánh Trần Linh
Vương Khánh Trần Linh hay Trần Linh (1982 – 2024) là nhà quay phim tài liệu người Việt Nam, ông từng giảnh giải Quay phim xuất sắc tại Liên hoan phim Việt Nam lần thứ 17.

## Tiểu sử
Trần Linh sinh năm 1982, ông là người con duy nhất của nhà quay phim, đạo diễn phim tài liệu Vương Khánh Luông – người cũng từng giảnh giải Quay phim xuất sắc tại Liên hoan phim Việt Nam lần thứ 11 – mẹ ông là một nhà dựng phim, cả gia đình đều làm việc tại Hãng phim Tài liệu và Khoa học Trung ương. Trần Linh đã kết hôn và có một con gái.
Ông từng tốt nghiệp Trường Đại học Sân khấu – Điện ảnh Hà Nội. Năm 2021, Trần Linh có tên trong danh sách xét tặng danh hiệu Nghệ sĩ ưu tú nhưng không đạt danh hiệu.
Trần Linh qua đời vào ngày 15 tháng 3 năm 2024 vì đột quỵ khi đang công tác tại Hà Tĩnh, lúc này ông đang là Xưởng phó Xưởng phim tài liệu tại Hãng phim Tài liệu và Khoa học Trung ương.

## Tác phẩm
| Năm  | Tựa đề          | Ca sĩ              | Chú thích |
| ---- | --------------- | ------------------ | --------- |
| 2019 | Tự hào xứ Thanh | Tuyết Nga, Anh Thơ | [ 8 ]     |

| Năm  | Tựa đề        | Hình thức | Đạo diễn | Chú thích |
| ---- | ------------- | --------- | -------- | --------- |
| 2021 | Vua đầu...đất | Web drama | Minh Tít | [ 9 ]     |

| Năm  | Tựa đề                                             | Đạo diễn                             | Chú thích     |
| ---- | -------------------------------------------------- | ------------------------------------ | ------------- |
| 2005 | Sự sống rừng Cúc Phương                            | Nguyễn Văn Hướng, Lại Văn Sinh       | Phó quay phim |
| 2010 | Từ Thác Bà đến Sơn La                              |                                      |               |
| 2018 | Trầm cảm sau sinh                                  | Đỗ Thị Huyền Trang, Trịnh Quang Tùng |               |
| 2018 | Ánh sáng của con                                   | Đỗ Thị Huyền Trang                   |               |
| 2020 | 75 năm – Ký ức hào hùng và niềm kiêu hãnh Việt Nam | Hoàng Dũng                           |               |
| 2021 | Vượt lên số phận                                   | Vũ Thị Thu Hiền                      | [ 10 ]        |
| 2021 | Giáo sư Tạ Quang Bửu – Nhà khoa học yêu nước       | Hoàng Dũng                           | [ 11 ]        |
| 2021 | Giặc nội xâm                                       |                                      |               |
| 2022 | Ông Mười Khôi                                      | Nguyễn Thước                         |               |
| 2023 | Phía trên những đám mây                            |                                      |               |
|      | Cuộc đời sau trang sách                            |                                      |               |
|      | Cỏ xanh im lặng                                    |                                      |               |
|      | Triết gia Trần Đức Thảo - suy tư cùng thế kỷ       |                                      |               |
|      | Việt Nam thời bao cấp                              |                                      |               |

## Giải thưởng
| Giải cá nhân      | Giải cá nhân                                                                       | Giải cá nhân  | Giải cá nhân            | Giải cá nhân          | Giải cá nhân  | Giải cá nhân |
| Năm               | Giải thưởng                                                                        | Hạng mục      | Đề cử                   | Phim                  | Kết quả       | Chú thích    |
| ----------------- | ---------------------------------------------------------------------------------- | ------------- | ----------------------- | --------------------- | ------------- | ------------ |
| 2011              | Liên hoan phim Việt Nam lần thứ 17                                                 | Phim tài liệu | Quay phim xuất sắc      | Từ Thác Bà đến Sơn La | Đoạt giải     | [ 1 ] [ 2 ]  |
| Giải cho tác phẩm |                                                                                    |               |                         |                       |               |              |
| Năm               | Giải thưởng                                                                        | Hạng mục      | Phim                    | Vai trò               | Kết quả       | Chú thích    |
| 2019              | Giải Cánh diều 2018                                                                | Phim tài liệu | Trầm cảm sau sinh       | Quay phim             | Cánh diều Bạc | [ 12 ]       |
| 2023              | Giải báo chí toàn quốc phòng, chống tham nhũng, tiêu cực lần thứ ba, năm 2020-2021 | Phim tài liệu | Giặc nội xâm            | Quay phim             | Giải Đặc biệt | [ 13 ]       |
| 2024              | Giải Cánh diều 2023                                                                | Phim tài liệu | Phía trên những đám mây | Quay phim             | Cánh diều Bạc | [ 4 ]        |